# Bussière-Galant
Bussière-Galant este o comună în departamentul Haute-Vienne din centrul Franței. În 2009 avea o populație de 1.394 de locuitori.

## Evoluția populației
| An        | 1975  | 1982  | 1990  | 1999  | 2006  | 2009  |
| --------- | ----- | ----- | ----- | ----- | ----- | ----- |
| Populație | 1.671 | 1.545 | 1.329 | 1.386 | 1.391 | 1.394 |